# Joseph Gurney Cannon
Joseph Gurney Cannon (7 de maio de 1836 - 12 de novembro de 1926) foi um político norte-americano de Illinois e líder do Partido Republicano. Foi presidente da Câmara dos Representantes dos Estados Unidos entre 1903 e 1911, e muitos o consideram o orador mais dominante na história dos Estados Unidos, com tanto controle sobre a Câmara que muitas vezes ele podia controlar o debate. O Cannon House Office Building, o mais antigo edifício de escritórios do Congresso, concluído em 1908, foi nomeado em sua homenagem em 1962.